# Chung Jae-hun
Chung Jae-hun (hangul: 정재헌, hancha: 鄭載憲, ur. 1 czerwca 1974) – koreański łucznik, wicemistrz olimpijski, czterokrotny mistrz świata. Startował w konkurencji łuków klasycznych.
Największym jego osiągnięciem jest srebrny medal olimpijski w konkurencji indywidualnej (1992) oraz złoty medal mistrzostw świata w Madrycie (2005) w konkurencji indywidualnej oraz drużynowej.